# Microcebus sambiranensis
Il microcebo di Sambirano (Microcebus sambiranensis) è un lemure della famiglia Cheirogaleidae, endemico del Madagascar.

## Descrizione
Il pelo nella zona dorsale è rossiccio con sfumature violacee, mentre la zona ventrale  è grigiastra: possiede delle vibrisse nere assai appariscenti.

## Biologia
La specie fu scoperta durante un'approfondita ricerca nelle zone in cui vive: assieme a questo animale, furono classificate altre due specie congeneri, il microcebo di Madame Berthe e il microcebo rosso settentrionale.

## Distribuzione
È presente nel Madagascar nord-occidentale, dove lo si trova unicamente nelle foreste decidue della zona della riserva speciale dell'Ankarana.